# Friedrich August Bevilaqua

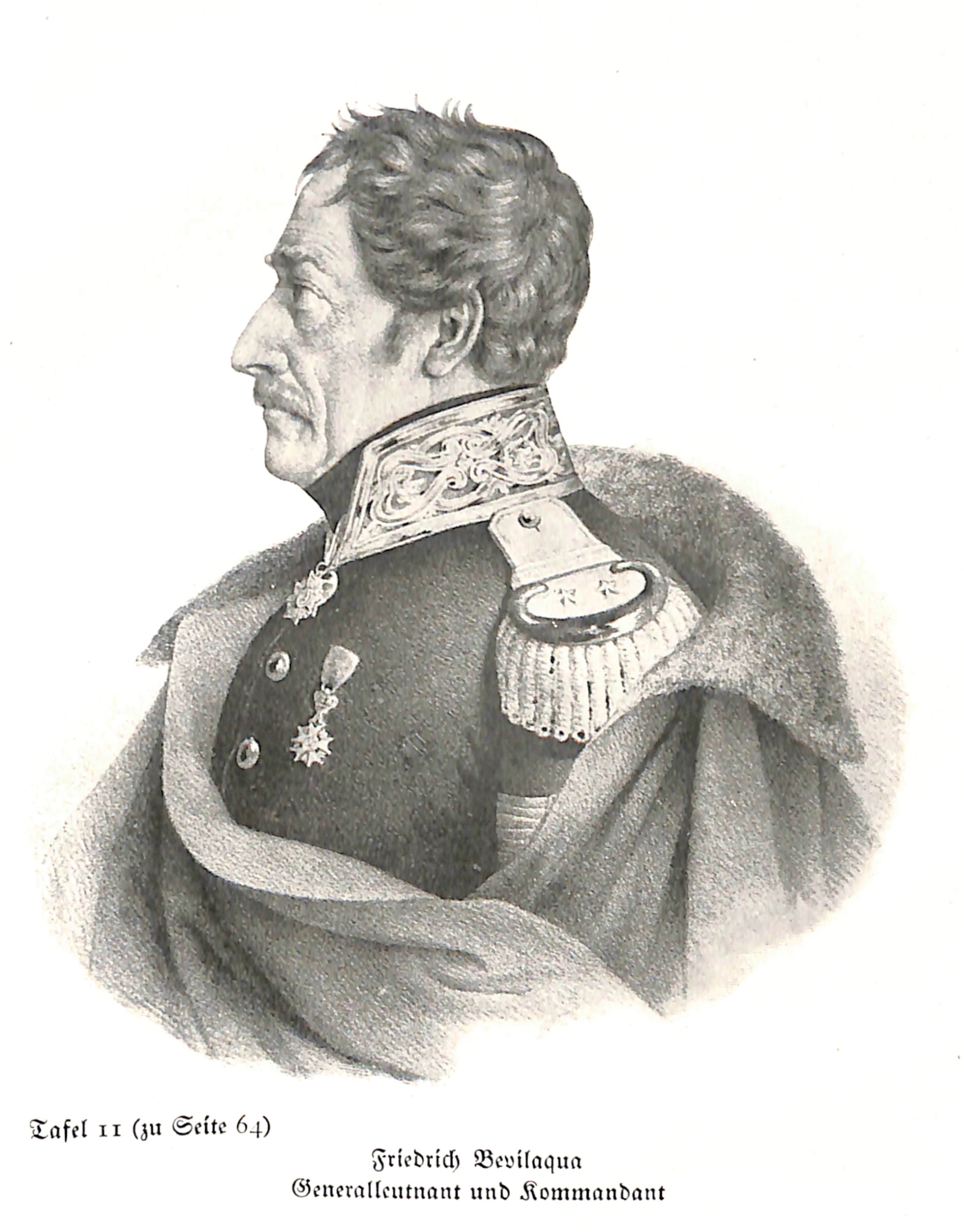
Friedrich August Bevilaqua

Friedrich August Bevilaqua (* 13. Mai 1777 in Kamenz; † 18. Dezember 1845 in Dresden) war sächsischer Generalleutnant.

## Werdegang
Am 16. September 1791, als Vierzehnjähriger, trat Friedrich August Bevilaqua in das Regiment Kurfürst Infanterie ein und wurde Kadett. Seine Kadettenausbildung erhielt er in Weißenfels.
Der im August 1793 zum Fahnenjunker ernannte Bevilaqua wurde während der Schlacht bei Kaiserslautern im November 1793 leicht verwundet. Bis 1794 nahm Bevilaqua an der Belagerung der Festung Mainz durch französische Truppen teil. Danach kehrte er 1794 nach Sachsen zurück, wo er 1795 den Rang Unterleutnant erhielt. Bis 1796 war er in Gotha und Rudolstadt stationiert. Danach folgte ab 1805 ein Einsatz im Vogtland mit der Ernennung zum Oberleutnant im Jahr 1806.
Als zweiter Adjutant des Brigadegenerals konnte sich Bevilaqua am Gefecht bei Saalfeld und der Schlacht bei Jena beweisen. Damit empfahl er sich für den Posten als Etappenkommandant 1807 in Bautzen. Es folgten Tätigkeiten als Adjutant im General-Kommando-Büro Dresden, beim französischen Kommando als Dienstleister und 1809 als General-Inspektions-Adjutant.
Im Jahr 1810 erhielt August Bevilaqua den Rang eines Hauptmanns, doch schon 1811, mit der Übernahme eines Transportkommandos nach Danzig, folgte die Ernennung zum Major. Seine zweite Verwundung erlitt Bevilaqua 1812 während des Feldzugs in Russland, genauer gesagt bei Kobryn (heute Weißrussland). Dort geriet er mit der Brigade von Klengel in Gefangenschaft.
Nach der Rückkehr aus der Gefangenschaft konnte Major Bevilaqua als Bataillons-Kommandant das 2. Leichte Infanterieregiment übernehmen. In dieser Zeit der Feldzüge Frankreichs unter Napoleon führte Bevilaqua ab 1815 das Kommando des 1. Leichten Infanterieregiments. Dieses wurde wenig später in zwei Hälften geteilt, sodass Major Bevilaqua Bataillons-Kommandant des 2. Leichten Infanterie-Bataillons wurde. Er führte dieses zum Beispiel nach Mainz, zur Blockade bei Schlettstadt sowie ins Elsass. Ende Dezember 1815 führte er das Bataillon durch die Champagne zum Department du Nord.
1816 trug Major Bevilaqua als Kommandant drei Monate die Verantwortung für die der Festung Le Quesnoy im Department du Nord. Die Rückkehr nach Sachsen erfolgte 1817, wo er im Folgejahr die Ernennung zum Oberstleutnant erhielt und Brigadier der Leichten Halbbrigade wurde. In seiner weiteren Laufbahn wurde der erfolgreiche Offizier mit dem St. Heinrichsorden gewürdigt. Nachdem er 1822 als Oberst diente, war es kein weiter Weg mehr bis zum Generalmajor und Brigadier der Infanterie. Noch vor seinem 50. Geburtstag wurde dem Generalmajor die Ehre zuteil, das Kommando über die Dresdner Kommunalgarde zu übernehmen. Die Stadt Dresden verlieh ihm für seine Verdienste am 21. Juni 1838 die Ehrenbürgerschaft der Stadt Dresden.
Anlässlich seines 50-jährigen Dienstjubiläums bekam Bevilaqua am 16. September 1841 in Mittweida die Ehrenbürgerwürde von Kamenz durch Bürgermeister Reinhardt und dem Stadtverordneten Bäckermeister Hitzke überreicht. Außerdem erfolgte die Ernennung zum Generalleutnant und der damit verbundenen Berechtigung den Titel Exzellenz zu tragen. Im selben Jahr wurde ihm außerdem das Komturkreuz des Zivil-Verdienstordens vergeben. Bis zum Jahr seiner Pensionierung 1843 aufgrund seines Gesundheitszustandes, führte Generalleutnant Bevilaqua die Dresdner Kommunalgarde an. Seine letzte Wohnadresse war in Dresden Am See 4–6. An seiner vorhergehenden Anschrift, Am See 49 in Dresden war noch Regina Bevilaqua geb. von Dury, die Witwe des Generalmajors Friedrich Joseph Bevilaqua, (* 1742 Dresden; † 1808 Warschau) eingetragen.